# Parcs nationaux du Panama
Les parcs nationaux du Panama sont au nombre de 16.

## Carte

Carte des parcs nationaux du Panama.

## Liste
| (Voir situation sur carte : Panama) · Parc national Altos de Campana |

| (Voir situation sur carte : Panama) · Parc national La Amistad |

| (Voir situation sur carte : Panama) · Parc national de l'île Bastimentos |

| (Voir situation sur carte : Panama) · Parc national du Cerro Hoya |

| (Voir situation sur carte : Panama) · Parc national Chagres |

| (Voir situation sur carte : Panama) · Parc national Coiba |

| (Voir situation sur carte : Panama) · Parc national de Darién |

| (Voir situation sur carte : Panama) · Parc national Omar Torrijos |

| (Voir situation sur carte : Panama) · Parc national Camino de Cruces |

| (Voir situation sur carte : Panama) · Parc national Metropolitano |

| (Voir situation sur carte : Panama) · Parc national de Portobelo |

| (Voir situation sur carte : Panama) · Parc national de Sarigua |

| (Voir situation sur carte : Panama) · Parc national Soberanía |

| (Voir situation sur carte : Panama) · Parc national du volcan Barú |

| (Voir situation sur carte : Panama) · Parc national du golfe de Chiriquí |

| (Voir situation sur carte : Panama) · Parc national de Santa Fe |